# Марк Раваломанана
Марк Раваломанана (на малгашки: Marc Ravalomanana) е бизнесмен и политик – бивш президент на Мадагаскар.

## Биография
Роден е в Имеринкасинина (на 20 км източно от столицата) на 12 декември 1949 г. Започнал като търговец, постепенно се превръща в собственик на крупна компания-производител на млечни продукти.
Става кмет на столицата Антананариво през 1999 г. Кандидатира се в изборите за президент на 16 декември 2001 г. След преброяването Върховният конституционен съд обявява на 29 април 2002 г. Раваломанана за краен победител.

## Личен живот
На 28 май 2004 г. Марк Раваломанана жени своя първороден син Жосоа за българката Гергана Георгиева. Годежът се състои в Бургас на 20 март 2004 г. Вече има внуци на име Нола и Натан.